# Euthanasiezaak-Terri Schiavo
Terri Schiavo (Philadelphia (Pennsylvania), 3 december 1963 – Pinellas Park (Florida), 31 maart 2005) was een Amerikaanse comapatiënte die in maart 2005 in het nieuws kwam door een controverse rond het staken van haar kunstmatige voeding, er was geen eigen wilsverklaring.
Op 18 maart 2005 werd Schiavo's voedingssonde verwijderd, op verzoek van haar echtgenoot Michael Schiavo. Terri had volgens hem tijdens haar leven gezegd nooit als "plant" in leven gehouden te willen worden. Nadat een rechter toestemming had gegeven, werd de voedingssonde verwijderd. Ze lag sinds 25 februari 1990 in een coma vigil na een hartaanval, volgens haar dokters veroorzaakt door de eetstoornis boulimie. Ze was echter niet hersendood. Door het staken van de kunstmatige voeding (inclusief water) zou ze binnen 1 à 2 weken sterven.
Schiavo's ouders, Mary en Bob Schindler, vochten deze beslissing van de rechter aan, gesteund door verschillende Republikeinse politici. President Bush kwam hiervoor overvliegen vanuit zijn ranch in Texas. Het Amerikaans Congres nam een noodwet aan, waardoor een federale rechter de zaak opnieuw moest beoordelen. Deze achtte, op 22 maart, het verwijderen van de voedingssonde legitiem. Een dag later, op 23 maart, bevestigde een federaal hof van beroep deze uitspraak.
De ouders van Schiavo probeerden toen het federale Hooggerechtshof de zaak te laten behandelen, maar op 24 maart werd de zaak niet-ontvankelijk verklaard. Het Hooggerechtshof van Florida wees op 27 maart een petitie af om de voeding weer te herstarten. 
Vervolgens werd door de ouders nogmaals beroep aangetekend tegen de laatste beslissing, omdat hun advocaat meende een nieuwe reden daarvoor gevonden te hebben die eventueel zou kunnen leiden tot het weer starten van het toedienen van sondevoeding. De rechters bepaalden op 29 maart dat ze eventueel deze zaak opnieuw zouden kunnen bekijken, maar met een stemresultaat van tien rechters tegen twee werd dit voorstel op 30 maart verworpen, waardoor Schiavo's ouders geen enkel wettelijk middel meer hadden om haar dood door versterving tegen te houden. 
Op 31 maart overleed Schiavo, 13 dagen na het verwijderen van haar voedingsbuisje, aan uitdroging, waardoor haar organen geleidelijk niet meer naar behoren konden functioneren.

## Wereldwijde media-aandacht
De laatste drie weken van Schiavo's leven bestond wereldwijde aandacht van de media. De reden hierachter was niet zozeer het lijden van Schiavo of haar naasten, alswel de politieke en juridische strijd die in de Verenigde Staten werd gevoerd rondom de zaak. 
De brede aandacht voor de zaak was voornamelijk een gevolg van de bemoeienis van overheden op verschillende niveaus in een zaak die bij de rechterlijke macht lag. Er werd van verschillende kanten kritiek geuit op het, door critici zo betitelde, overschrijden van de scheiding der machten. Ook de mate waarin de regering-Bush en het op dat moment door Republikeinen gedomineerde Congres ingrepen, kreeg kritiek te verduren; dit laatste echter meer van de conservatieve Republikeinen dan van de Democraten. Binnen de Democratische Partij leidde dat tot de kritiek dat de Democratische leden van het Congres zich te makkelijk geschikt zouden hebben en de Republikeinen met de zaak zouden hebben laten weglopen.
Op 1 april werd er een autopsie op Schiavo's lichaam uitgevoerd. Haar man wilde proberen aan te tonen hoe ernstig de hersenbeschadiging was die Terri in 1990 had opgelopen. Haar ouders hadden verzocht dat een onafhankelijk expert bij die autopsie aanwezig zou zijn, maar de rechter gaf hiervoor geen toestemming. De uitslag van de autopsie werd uiteindelijk op 15 juni bekendgemaakt: Schiavo had zware hersenbeschadigingen, was blind en leidde een vegetatief bestaan. Uitzicht op mogelijk nog spontaan herstel, waar haar ouders op hoopten, was er volgens de onderzoekers niet. Het onderzoek heeft echter geen duidelijkheid verschaft over de oorzaak van de coma waarin ze vijftien jaar voor haar dood terechtkwam, aldus hoofdonderzoeker Jon Thogmartin.
Onmiddellijk na de dood van Schiavo was er opnieuw een conflict tussen haar ouders en haar echtgenoot. Haar ouders wilden het stoffelijk overschot van Schiavo begraven, maar haar echtgenoot drong aan op een crematie. Uiteindelijk werd ze gecremeerd.

## Onderzoek naar rol man bij coma Terri Schiavo
Toenmalig gouverneur Jeb Bush van Florida gaf opdracht voor een justitieel onderzoek naar de man van de overleden comapatiënte Terri Schiavo. Volgens de broer van de Amerikaanse ex-president waren er vragen over het gedrag van Michael Schiavo ten tijde van de hartstilstand van zijn vrouw in 1990, waardoor ze in coma raakte. Dat meldden Amerikaanse media op 17 juni 2005. Bush zei toen dat in het twee dagen eerder verschenen autopsierapport een gat zit tussen het tijdstip waarop Michael zijn bewusteloze vrouw vond en het moment dat hij de alarmdienst 911 belde. "Er zijn 40 tot 70 minuten verstreken voordat er is gebeld, en daarvoor is geen verklaring gegeven", aldus Bush.